# May Strandberg
May Strandberg, född Norelius 27 april 1930 i Stockholm, är en svensk tecknare och målare.
Hon är dotter till Einar Norelius och Ragnhild Augusta Jansson och från 1956 gift med läkaren Lars Strandberg. Hon studerade vid Otte Skölds målarskola 1949–1950 och vid Kungliga konsthögskolan 1950–1953 samt genom självstudier under resor till Frankrike. Hon medverkade några gånger i Nationalmuseums utställning Unga tecknare på 1950-talet och samlingsutställningar på Falu konsthall.       